# Camellia saluenensis
Camellia saluenensis là một loài thực vật có hoa trong họ Theaceae. Loài này được Stapf ex Bean mô tả khoa học đầu tiên năm 1933.